# Cimetière de Fontaine-Notre-Dame
Le cimetière de Fontaine-Notre-Dame est un cimetière situé au sud du village de Fontaine-Notre-Dame, dans le Nord, en France.

## Description
Il existe trois tombes de la Commonwealth War Graves Commission. Les soldats de la Première Guerre mondiale ne sont pas identifiés. Il existe un cimetière militaire dans la commune : Fontaine-Notre-Dame Crest Cemetery.

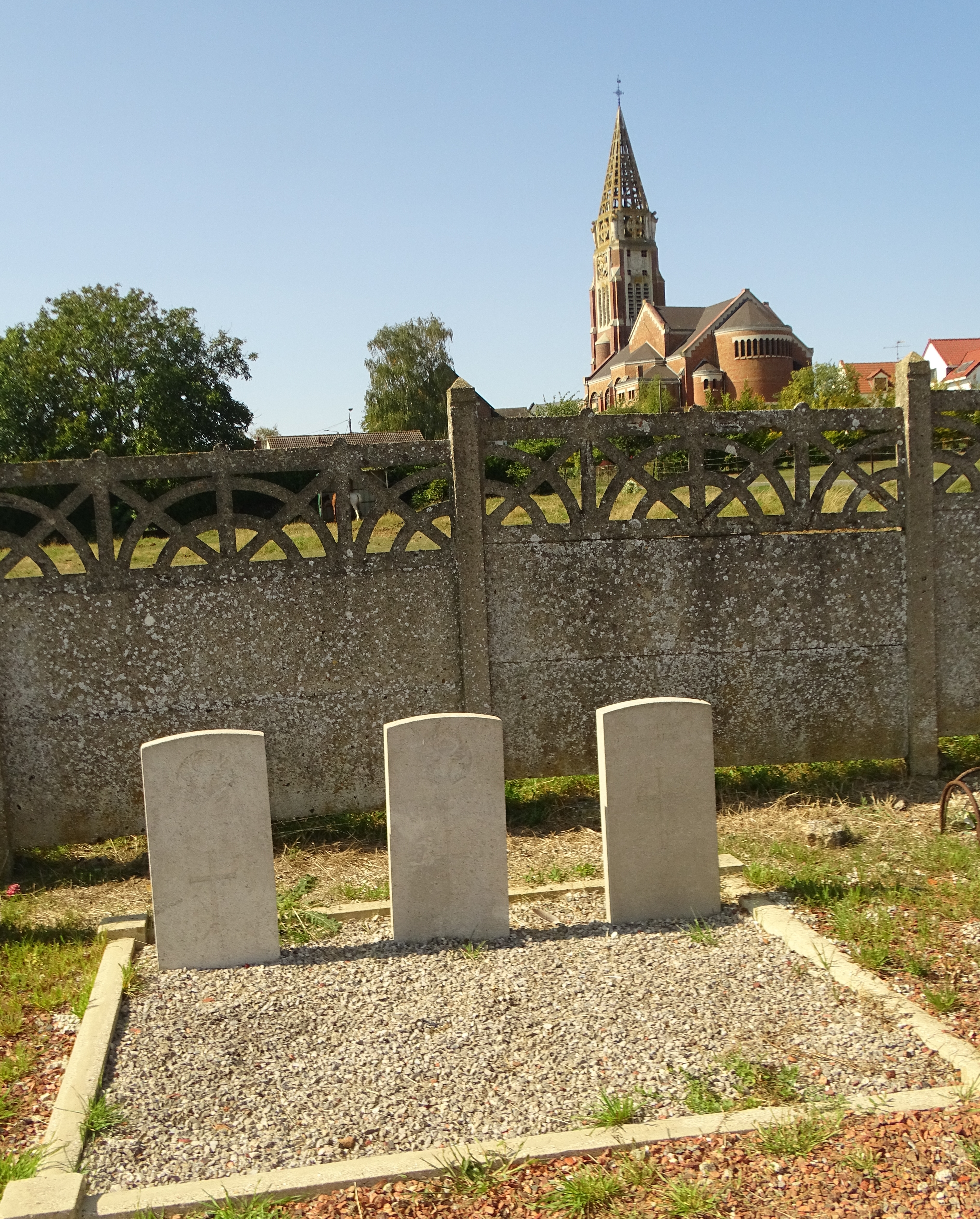
Les trois tombes.
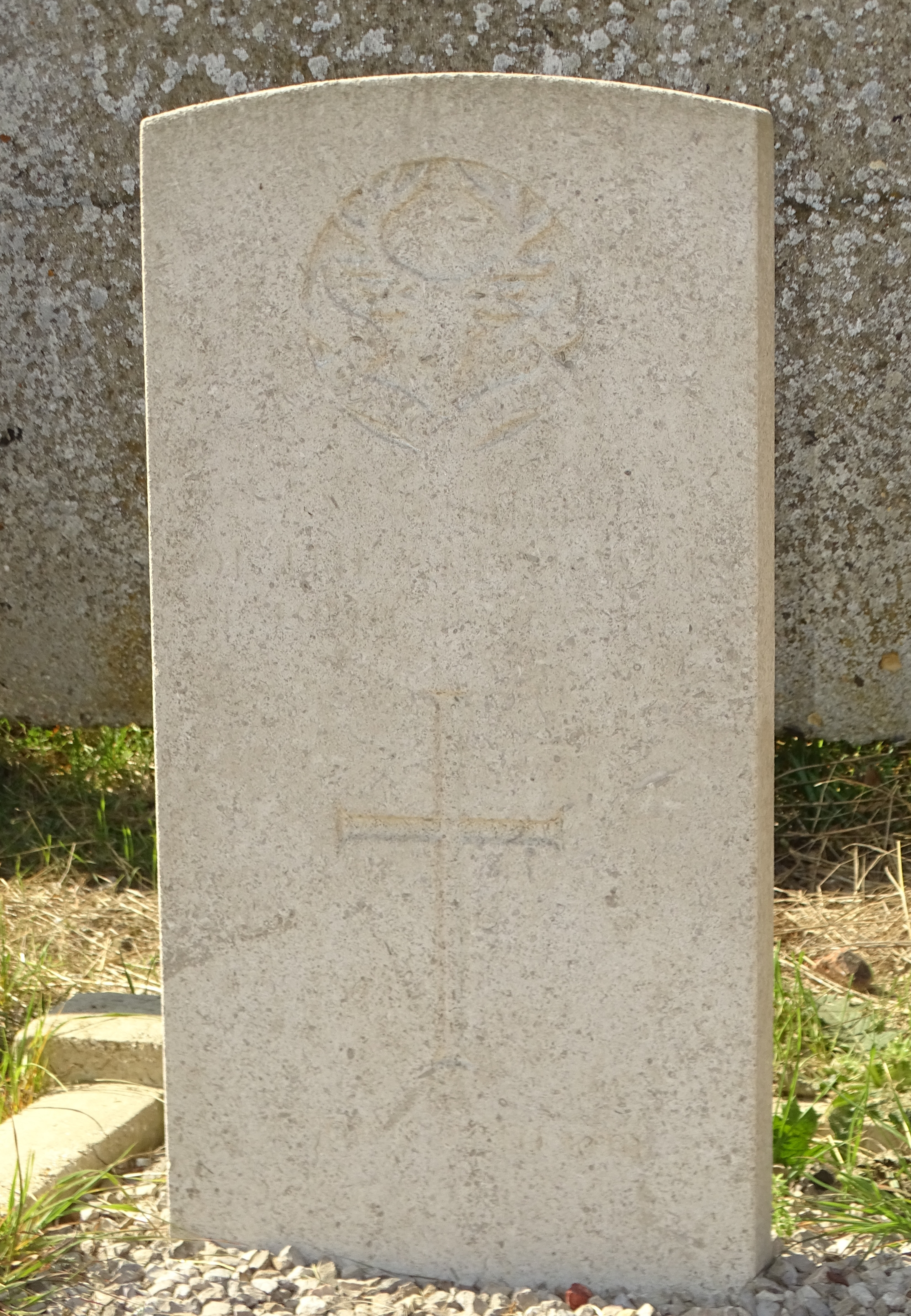
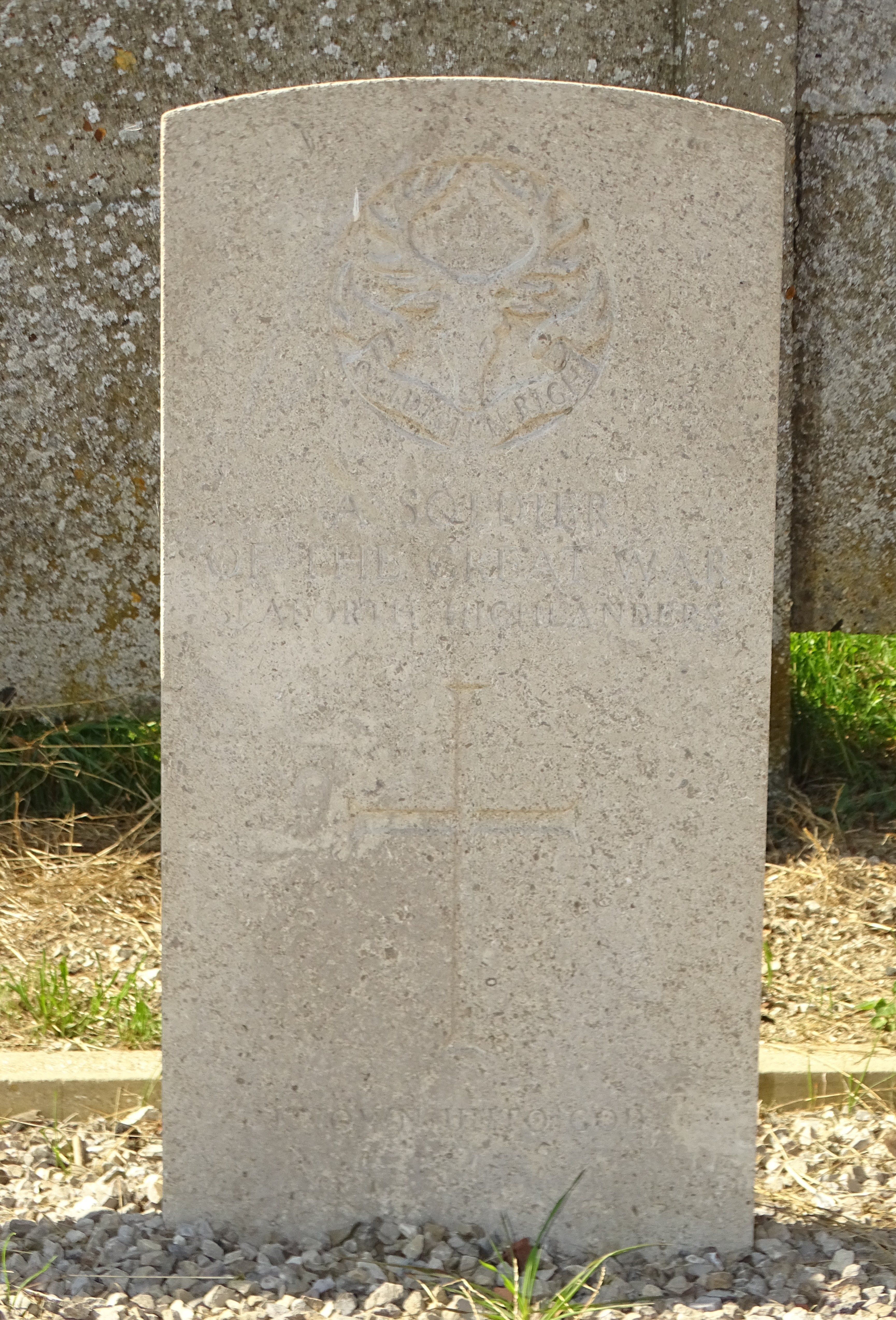
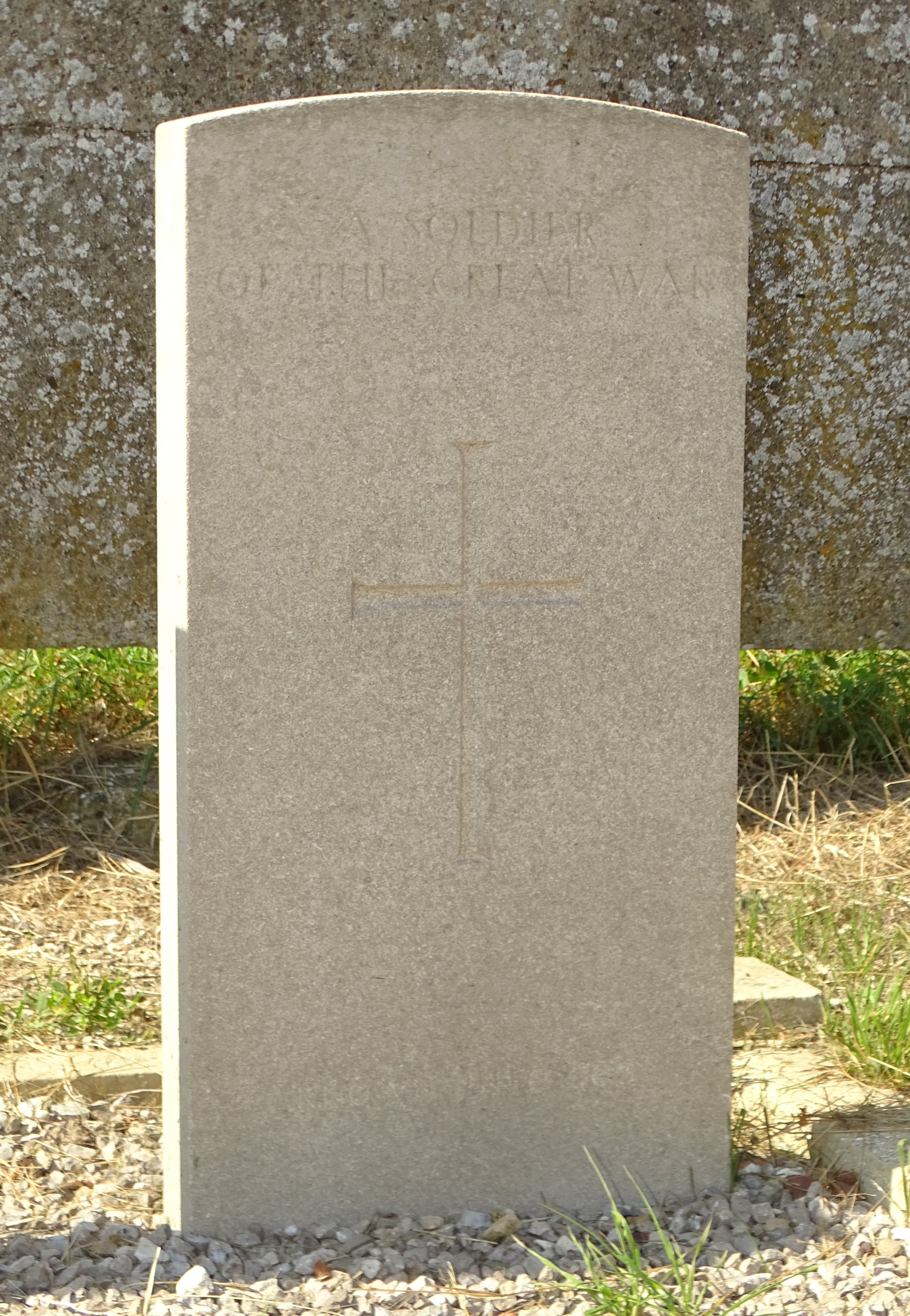